# 白家口站
白家口站是西安地铁8号线的一座车站，位于中华人民共和国陕西省西安市莲湖区沣惠北路与丰禾路交叉口南侧。车站因老地名白家口得名。

## 车站结构
本站为地下二层岛式站台车站。本站是8号线三座暗挖车站之一，车站全长237.2米，采用三导洞“洞桩法”(PBA工法)施工，主体结构为地下两层单柱双跨式结构，顶板覆土厚度约10米。
| 地面              | 出入口 | A、C、E出入口                                                                                     |
| 地下一层          | 站厅   | 客服中心、自动售票机、长安通自助机                                                                |
| 地下二层          | 站台   | \| \| \| █ 8号线内环（光化门） \| \| 島式 · 開左邊车门 \| \| \| \| \| \| █ 8号线外环（开远门） \| |
|                   |        | █ 8号线内环（光化门）                                                                             |
| 島式 · 開左邊车门 |        |                                                                                                   |
|                   |        | █ 8号线外环（开远门）                                                                             |

## 公共艺术
本站是8号线29座标准站之一，所处的西段以“秋之金”为装潢主题色。

## 出入口
本站共设有3个出入口。
|      |                |      |
| 编号 | 指示           | 图片 |
| A    |                |      |
| C    | 沣惠北路（西） |      |
| E    | 丰禾路（北）   |      |

## 历史
本站在建设时称作丰禾路站。
- 2023年6月15日，车站封顶[2]。
- 2024年12月26日，车站随8号线通车启用[5]。